# Autogreffe

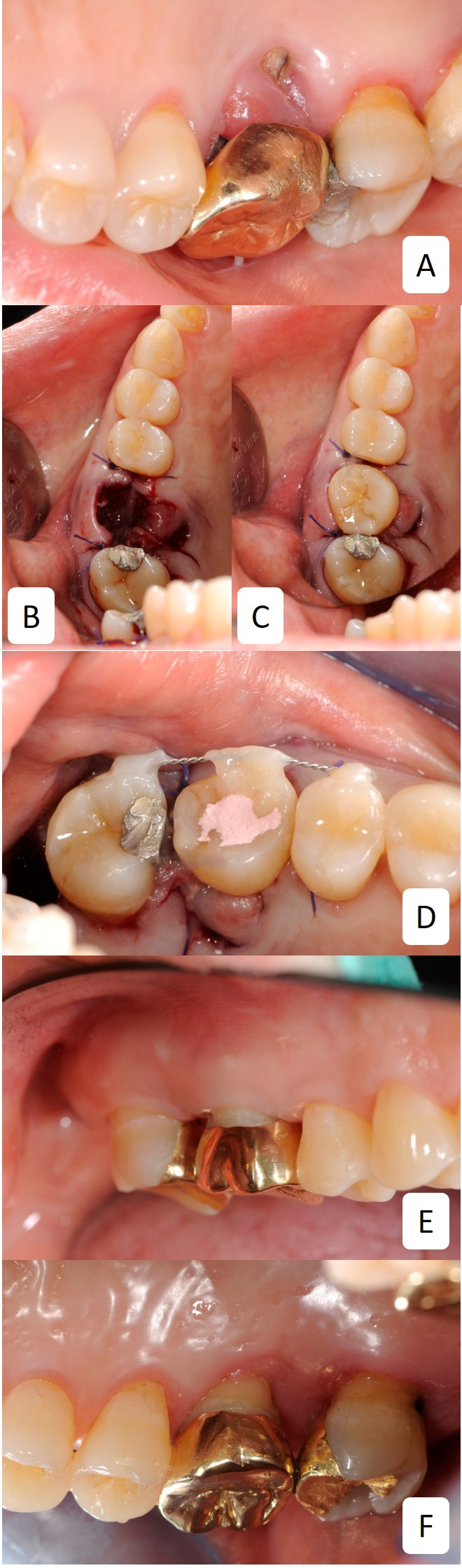
Autotransplantation d'une dent de sagesse en position de première molaire permanente non restaurable.

Une autogreffe est une greffe où donneur et receveur sont la même personne. Le taux de réussite de ce type de greffe est maximal, étant donné que le complexe majeur d'histocompatibilité (CMH) du donneur et du receveur est le même. Aucune réaction immunitaire n'est déclenchée.
C'est également le cas lors d'une greffe entre jumeaux homozygotes, ou entre clones. La science-fiction a parfois utilisé cet argument pour la création de clonage thérapeutique, pour créer des banques d'organes.
Le codage en CCAM est "FELF010 - Injection intraveineuse d'un produit de thérapie cellulaire pour autogreffe".

## Exemples d'application

### Brûlures
Certaines brûlures, en l'absence de régénération spontanée (brûlures de second degré profondes ou de troisième degré), nécessitent une greffe de peau. Cette greffe peut être autologue ou allogénique.

### Chimiothérapies anticancéreuses
L'autogreffe peut aussi être utilisée en hématologie ou en cancérologie. Elle permet la mise en œuvre de traitements plus agressifs contre certaines maladies (hémopathies malignes). Tout d'abord, le patient est traité par une première chimiothérapie. Quand la maladie est à l'état résiduel, on prélève alors au patient des cellules de moelle osseuse (cellules souches hématopoïétiques). Ces cellules sont alors cryopréservées. Le traitement est ensuite intensifié (chimiothérapie à très forte dose, associée ou non a une radiothérapie), cette phase dure de 5 à 7 jours. Elle a pour conséquence de mettre le patient en aplasie médullaire. Les cellules souches sont alors réinjectées, ce qui permet au patient une récupération plus rapide.